# Ácido erúcico
El ácido erúcico es una grasa monoinsaturada tipo ácido graso omega 9, es decir que tiene un doble enlace C=C en la posición del carbono 13 (ω-9). 
Su fórmula química es C=22, H=42, O=2. La fórmula molecular es
```
CH
3
(CH
2
)
7
CH=CH(CH
2
)
11
COOH. 
```

Es conocido por ser uno de los componentes del llamado aceite de Lorenzo, utilizado en la enfermedad del sistema nervioso adrenoleucodistrofia. 
El ácido erúcico como ácido graso posee una cadena de 22 carbonos, con único doble enlace (monoinsaturado), en conformación cis en la posición C13 (w-9). Se resume químicamente como 22:1ω9. 

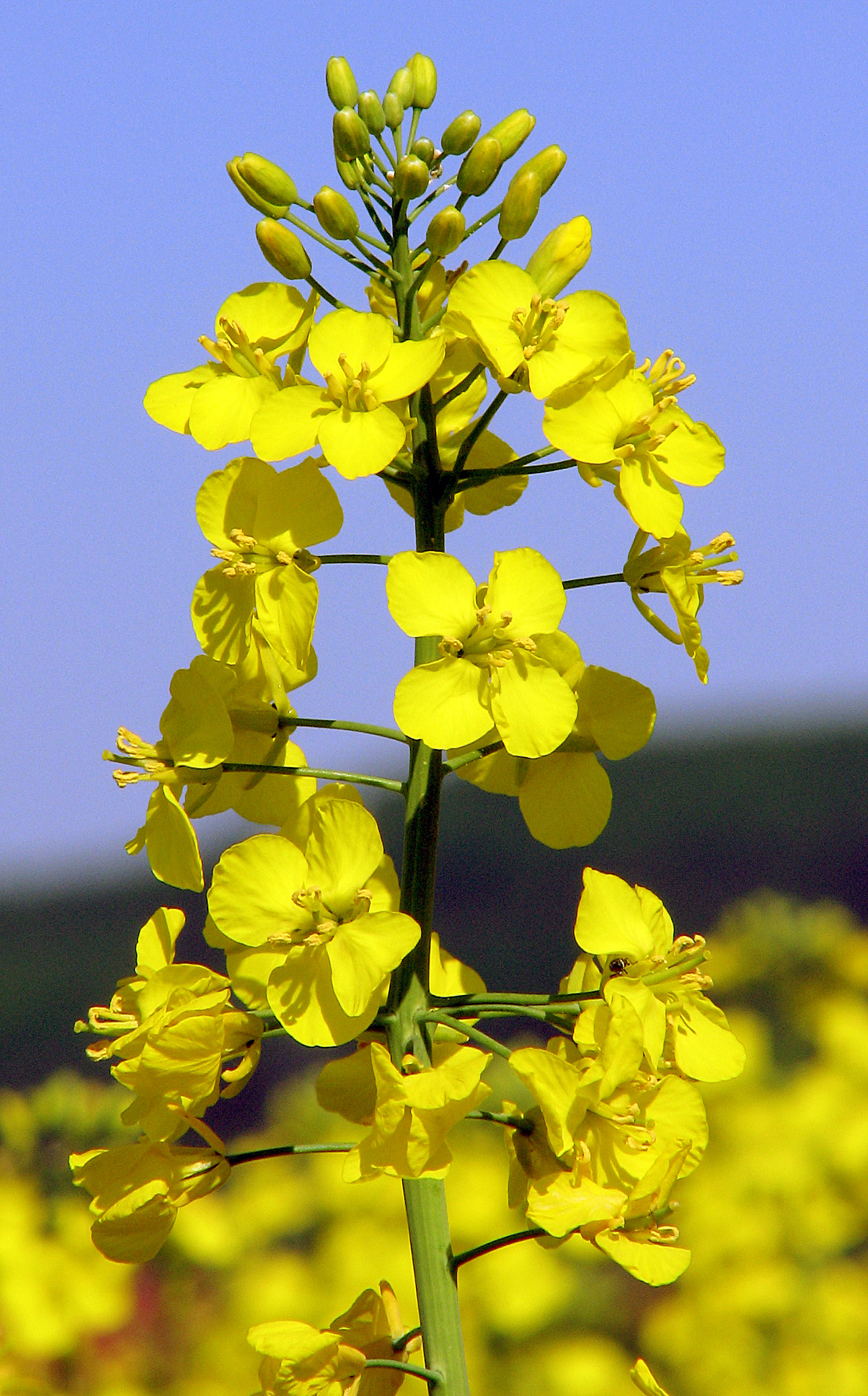
Colza o canola en flor. Contiene ácido erúcico.

El nombre se deriva de Eruca, que es un género de plantas con flor, de la familia Brassicaceae. Es abundante en la mostaza, colza o canola (Brassica napus), la col de bruselas y el brócoli.
El aceite de Lorenzo está compuesto por ácido oleico (abundante en el aceite de oliva) y ácido erúcico (que abunda en el aceite de colza), en forma de trioleato de glicerol y trierucato de glicerol, en una proporción 4:1.